# マレイ・ゴールド
マレイ・ジョナサン・ゴールド（Murray Jonathan Gold、1969年2月28日 - ）は、イングランドの舞台・映画・テレビ音楽作曲家兼劇場・ラジオ脚本家。SFドラマ『ドクター・フー』の音楽監督と作曲家を2005年から2017年まで担当していたことで有名である。英国アカデミー賞に5回ノミネートされている。
ポーツマスでユダヤ教徒の家庭に生まれたゴールドは当初職業としてのドラマを追求し、趣味として音楽を書いて演奏していたが、ケンブリッジ大学のフットライツでミュージカルディレクターになった際に音楽を主軸へ切り替えた。

## テレビ
ゴールドはオリジナルテレビ音楽部門で英国アカデミー賞に5回ノミネートされており、その内訳は『虚栄の市』（1999年）、英国版『クィア・アズ・フォーク』（2000年）、Casanova（2006年）、そして『ドクター・フー』で2回（2009年と2014年）である。英国アカデミー賞を受賞した映画『キス・オブ・ライフ』では2003年にオーバーニュでフランス人審査員により第7回芸術モーツァルト賞（Mozart Prize of the 7th Art）を受賞した。また、彼は Royal Television Society によりテレビの音楽に関連する部門で4回ノミネートされた。
彼は『ドクター・フー』のかつての脚本家兼エグゼクティブ・プロデューサーであったラッセル・T・デイヴィスと過去に何度も共同で働いていた。具体的には Casanova（デイヴィッド・テナントが出演）や The Second Coming (クリストファー・エクルストンが出演）および『クィア・アズ・フォーク』のシーズン1 - 2がある。また、彼は Randall & Hopkirk (Deceased) でも付随的な音楽を担当している。同作では『SHERLOCK』の音楽監督でも知られるデヴィッド・アーノルドがテーマ曲を担当した。
ゴールドはチャンネル4のシリーズ『恥はかき捨て』のテーマ曲を作曲し、時代劇 The Devil's Whore の作曲を担当した。その後ゴールドはBBC Oneで放送されたデイヴィッド・テナントのもう一つのシリーズ Single Father でも作曲を担当。オーケストラ用に曲を書くよりも、よりポピュラーな音楽スタイルのアンサンブルを選んだ。
2012年からマレイ・ゴールドは Last Tango in Halifax で。2014年にはBBCのテレビドラマ『マスケティアーズ/三銃士』で作曲を担当した。2019年、世界の政治的・文化的・技術的変化がどのようにあるイギリスの家族に影響を与えたかを描くドラマ Years and Years でデイヴィスと再び手を取った。 

### 『ドクター・フー』と関連シリーズ
2005年から2017年までゴールドはBBCのSFドラマ『ドクター・フー』で音楽監督を務めた。彼はロン・グレイナーが作曲した『ドクター・フー』のテーマ曲をアレンジし、番組の附随的な音楽を作曲した。ゴールドが作曲した第1シリーズと第2シリーズの音楽は Doctor Who: Original Television Soundtrack というタイトルでシルヴィア・スクリーンから2006年12月11日発売された。第二弾 Doctor Who: Original Television Soundtrack – Series 3 は2007年11月5日に、第三弾 Doctor Who: Original Television Soundtrack – Series 4 は2008年11月に発売された。また、彼は2007年クリスマススペシャル「呪われた旅路」でドラマ本編へ僅かなカメオ出演を果たした。さらに、2008年から2010年にかけてのスペシャルシリーズの音楽は2010年10月4日に Doctor Who: Original Television Soundtrack – Series 4: The Specials というタイトルで発売され、11月8日にはDoctor Who: Original Television Soundtrack – Series 5 というタイトルで第5シリーズのサウンドトラックが発売された。
ゴールドがアレンジした『ドクター・フー』のテーマ曲は当初オリジナル版で使われていた "middle eight" の部分がなかったが、2005年クリスマススペシャル「クリスマスの侵略者」から復活した。ゴールドは番組の様々なエレメントに合わせてテーマを作曲しており、これにはドクターのテーマ2曲（"The Doctor's Theme" と "The Doctor Forever"）、ローズ・タイラー、マーサ・ジョーンズ、ドナ・ノーブル、ガリフレイ、マスター、アストリッド・ペス、サイバーマン、ダーレクがある。
2010年には第5シリーズに向けて再び『ドクター・フー』のテーマ曲をアレンジした。2010年のシリーズでは9代目ドクターと10代目ドクターのテーマ曲に置き換える形で11代目ドクターのテーマ曲（"I Am The Doctor" と "A Madman With A Box"）を作曲したほか、エイミー・ポンド、サイルリアン、ダーレクのテーマを作曲した。また、サイバーマンのテーマは続投し、"Corridors and Fire Escapes" や "All the Strange, Strange Creatures" など再登場した音楽もある。
『ドクター・フー』の 2005年シリーズの彼の音楽はサンプリングされた音に大きく依存していたものの、「クリスマスの侵略者」以降番組の彼のその後のアレンジはオーケストラによるものとなり、しばしばBBCウェールズ交響楽団によって録音され、メラニー・パッペンハイムらのボーカルで補われた。オーケストラナンバーで最もよく知られた一つキャサリン・ジェンキンスによる 'Abigail's Song',で、2010年クリスマススペシャル『クリスマス・キャロル』で使用され、サウンドトラックは2011年3月に発売された。オーケストラの曲は予算が潤沢であることも手伝って1963年から1989年の『ドクター・フー』クラシックシリーズとは大きく対称的である。

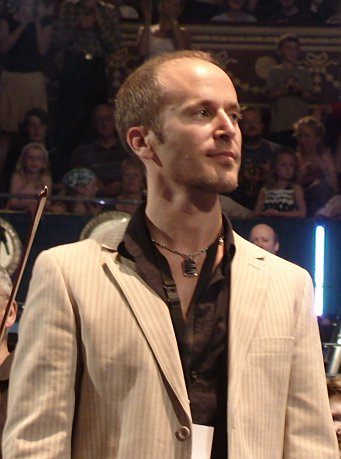
2008年のBBCプロムスでのマレイ・ゴールド

また、ゴールドは『ドクター・フー』のスピンオフ The Sarah Jane Adventures や『秘密情報部トーチウッド』の音楽も手掛けており、後者ではベン・フォスターと共に働いた。『秘密情報部トーチウッド』のサウンドトラックは Torchwood: Original Television Soundtrack というタイトルで2008年8月にリリースされた。彼は『ドクター・フー』のテーマ曲をアレンジして Totally Doctor Who や Doctor Who Confidential の仕様にもした。
ゴールドは『ドクター・フー』の音楽のスペシャルライブコンサートを3回開き、アレンジとオーケストラの演奏を行った。第1回の "Doctor Who: A Celebration" はカーディフのウェールズ・ミレニアム・センターで2006年 に、第2回の 2008 Doctor Who Prom はロンドンのロイヤル・アルバート・ホールにて2008年7月24日にBBCプロムスの一環として、第3回 2010 Doctor Who Prom は再び同会場で2010年6月24日と25日にBBCプロムスの一環として開催された。2010年3月には彼の『ドクター・フー』サウンドトラックがその年の2番目に優れた新エントリーとして、英国のラジオ局 Classic FM の栄誉殿堂となった。2011年にも殿堂入りのままを維持したが3ランクダウンした。
ゴールドは2018年2月に、2005年から音楽監督を務めていた『ドクター・フー』の作曲家を辞任した。第11シリーズの音楽はセグン・アキノラが担当した。

## 映画・舞台・ラジオ
ゴールドは数多くのイギリス映画やアメリカ映画で作曲しており、英国アカデミー賞を受賞した『キス・オブ・ライフ』や『ハウエルズ家のちょっとおかしなお葬式』、Mischief Night などがある。
2001年には2000年に Radio 3 で放送されたラジオ Electricity がイミソン賞を受賞。
2011年のイースターの土曜日に BBC Radio 3 で放送されたラジオ Kafka the Musical にはデイヴィッド・テナントが出演。2013年ティニッスウッド賞オリジナルラジオドラマ賞を受賞した。